# 二沙島
23°06′45″N 113°17′56″E / 23.1124°N 113.2990°E
二沙岛是珠江广州河段的沙洲，原名沙田、二沙头，因位于大沙头下游，及成岛晚于大沙头，故称“二沙头”。东西长3.3公里，南北最宽处600米，面积1.26平方公里。全岛四面环江，西北角面向东山湖公园，北面与珠岛宾馆和五羊新城隔江相望。
原地多是村落与农田，旧地名有南溪（今宏城花园一带）、凤凰沙（今星海音乐厅等文娱设施一带）、贤滘（今陶苑酒家北一带）、二沙尾（今二沙东巴士总站西北一带）等。现宏城公园一带曾修建有农民新村。
1980年代起，二沙岛被开发为高尚住宅区，目前，岛上建有星海音乐厅、广东美术馆、广东体育馆、广东华侨博物馆等文体设施，另有二沙体育训练基地（广东体育职业技术学院）、执信中学二沙岛校区、广州市越秀区育才实验学校、广州美国人学校、广东省中医院二沙岛分院等教育、医疗设施，因岛上绿地众多，风景优美，二沙岛也是广州市区著名的户外休闲胜地。

## 历史

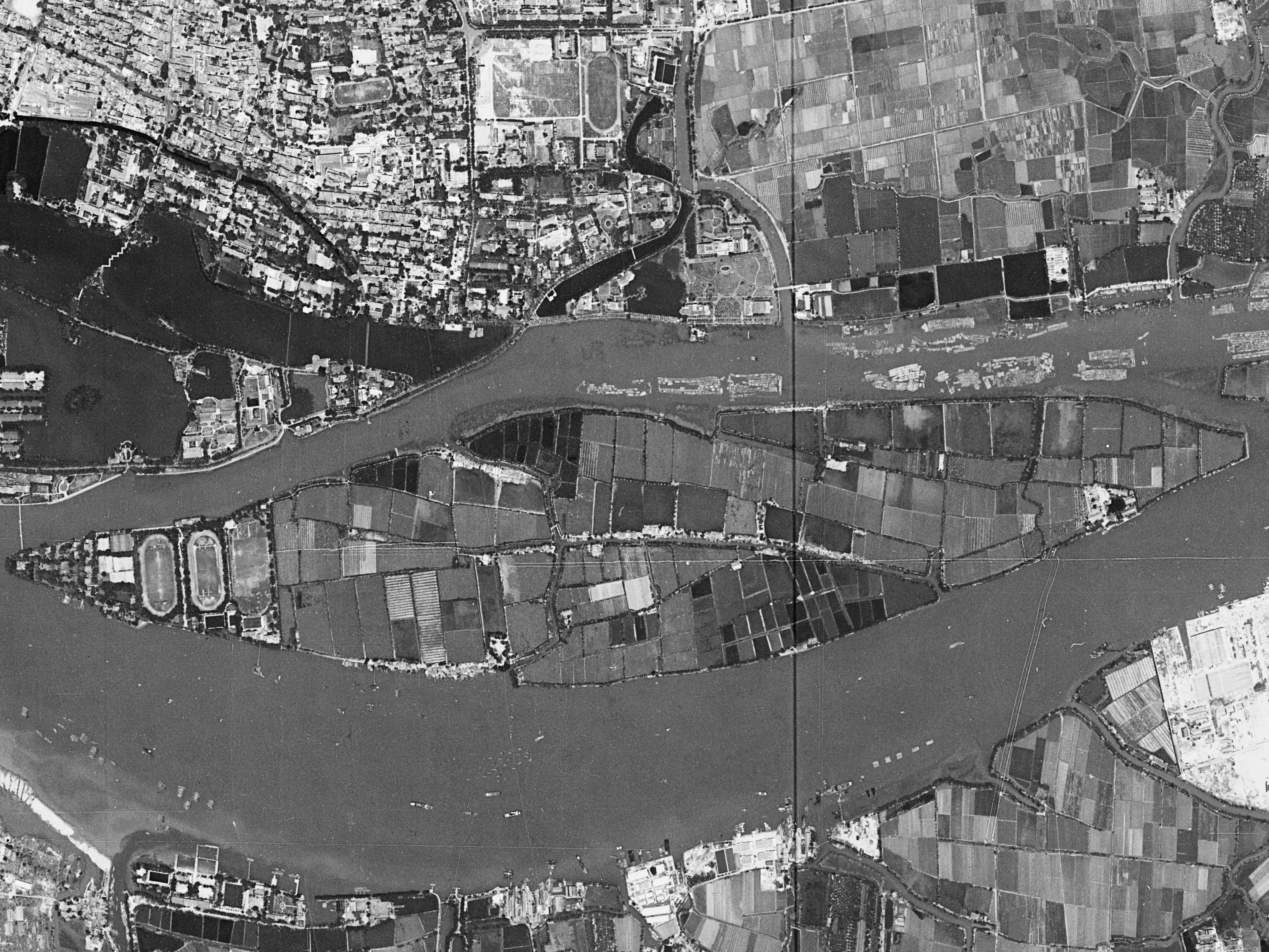
二沙岛卫星图（1966年）

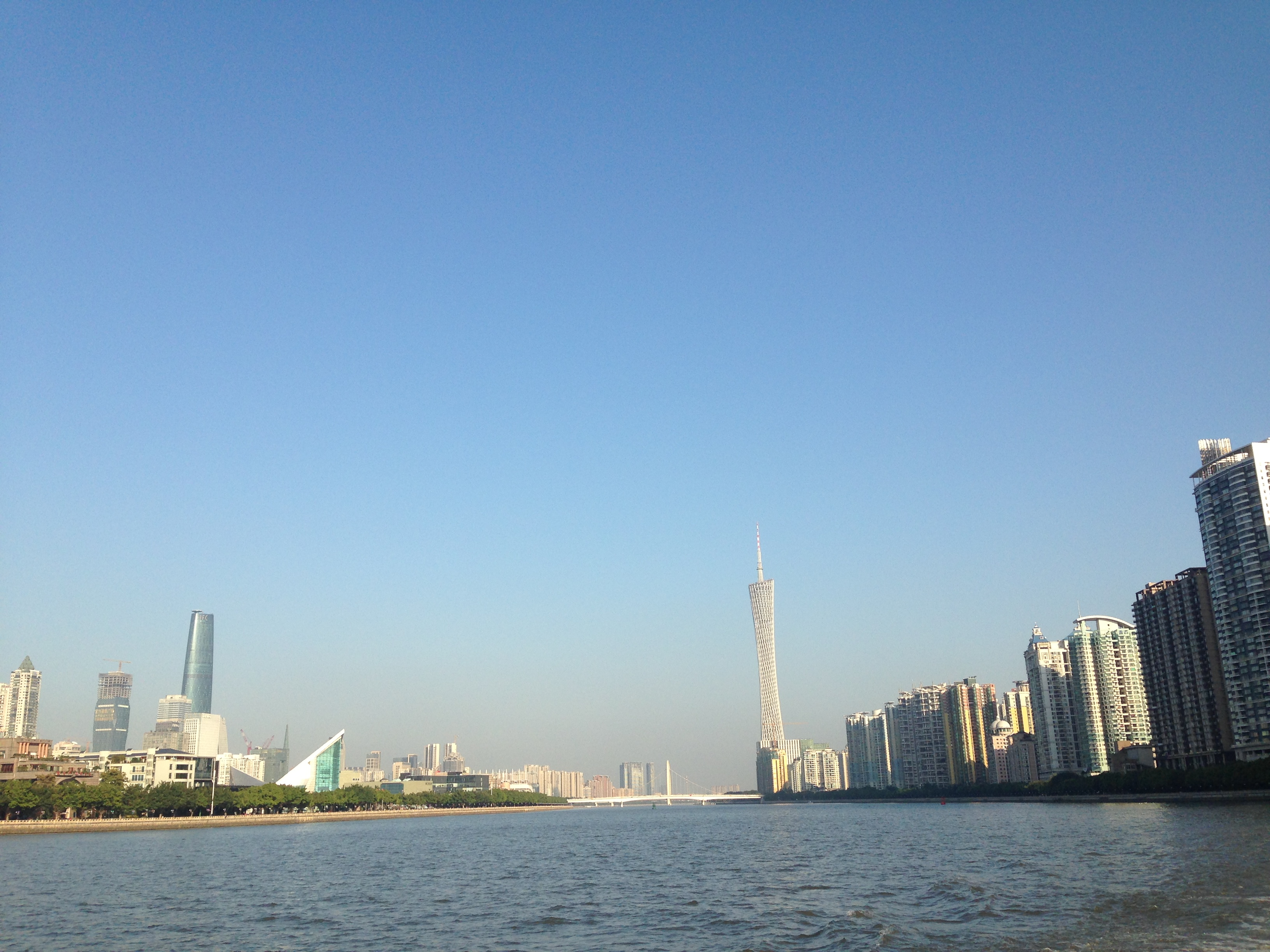
珠江近二沙島一景

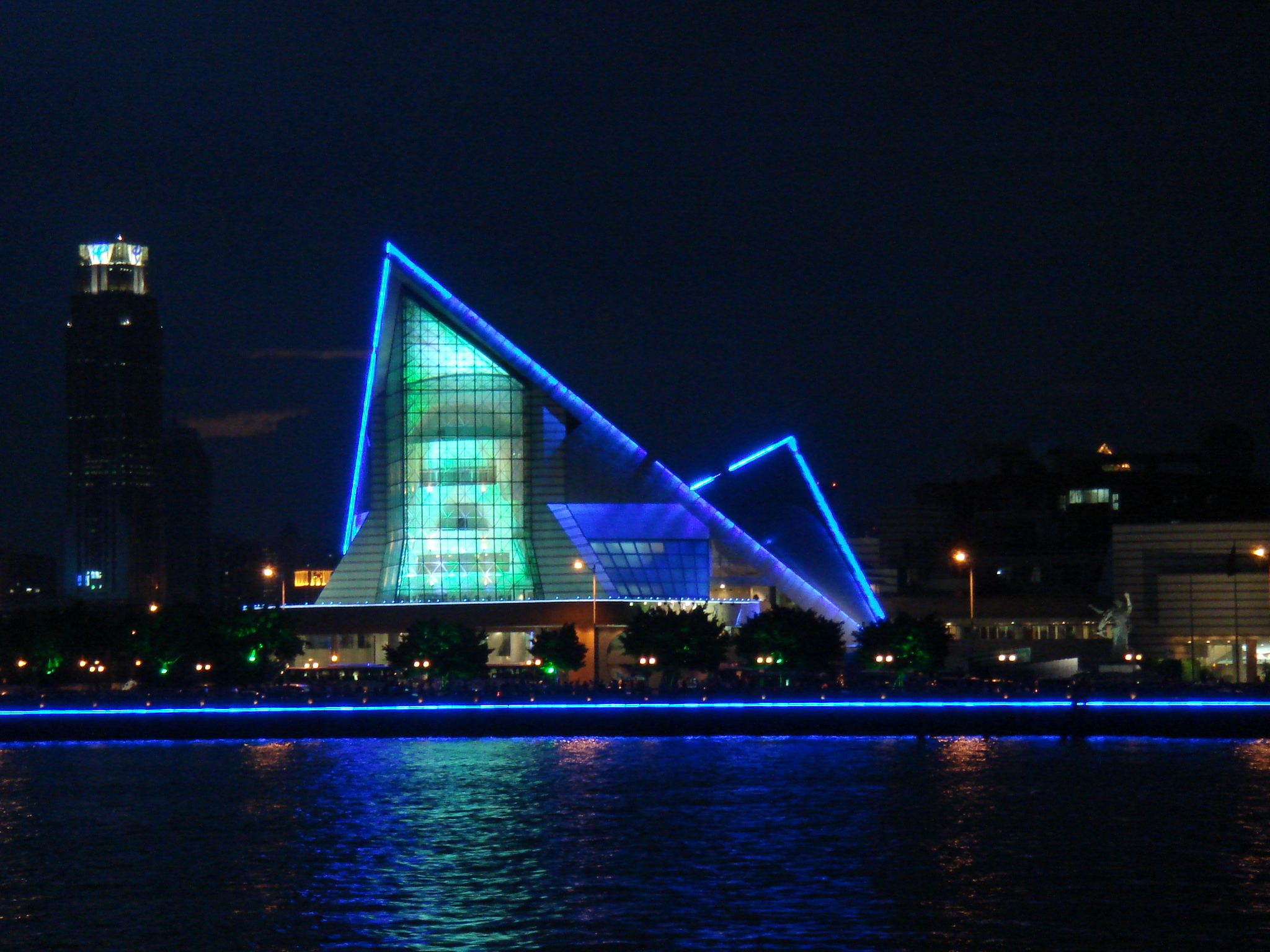
星海音乐厅

二沙岛（旧称“二沙頭”）形成于清朝，因地处珠江扩张段，水流缓慢，沙河的出口，流沙在此淤积而成，原由互不相连的沙北（“海心沙”）、沙西（“扩城沙”）、沙南（“凤凰沙”）三部分组成，直至民初时期，岛上多为荒地，只有零星的渔民棚户居住。在民国时期之后，村民围以基石养鱼造田，三沙逐渐连为一体。
二沙岛东端旧称“二沙尾”，旧有中流砥柱炮台，又名中流沙炮台，筑于清道光十六年（1836年），此炮台与分列珠江（今广州市内珠江主航道，旧称“省河”）两岸、位于冼村涌口的绥远炮台（约为今海心沙广场东部）和赤岗的绥远炮台（约为今广州塔处）共同守卫清代广州城东侧咽喉。清代《防海纪略》称：“广东省河广阔，惟东路二十里之猎德、二沙尾，西南十五里之大王滘，河面稍狭可以扼守。”该炮台于清道光二十一年（1841年）3月第一次鸦片战争第一次广州之战中被英军攻占、毁坏，后经修复。因此对于近代在粤活动的西方人而言，二沙岛英文名为Napier Island（律劳卑岛），即以首位英国驻华商务总监律劳卑命名。第二次鸦片战争中，咸丰七年至十一年（1857年-1861年）近四年间，广州为英法联军占领，自虎门至省河之炮台悉数被毁。光绪六年（1880年），中流砥柱炮台获改建、修复，光绪十年（1884年）进一步改建为西式炮台，置有洋炮一门。后因江防防线向东扩展至鱼珠、长洲一线，炮台重要性降低。中流砥柱炮台今已不存，其址在今二沙岛艺术公园。
民国十年（1921年）前后，广州名医、制药商梁培基，偕当时另外两位名医左吉帆，弥翮云以及律师陈大年、南洋烟草公司大股东简照南等商议，于二沙头西端共同集资兴建珠江颐养园留医院，众多社会名流、巨贾曾在此疗养、就医。1930年代初，中美合资的“中国航空公司”曾在岛上兴建一座浮桥码头，作为二沙头水上机场，但因设施简陋，不久被弃用。
1954年，国务院总理周恩来视察广州时指示“要让水上居民上岸定居”，二沙头被选为其中一处疍民的聚居点。岛上居民多以务农为生，岛北被开辟为农田，盛产马蹄、甘蔗、莲藕、茨菰等农作物，一度远销外地，岛的中南部则被开辟为二沙鱼苗场，最高峰时拥有约200亩水面，1955年，出于备战奥运会的需要，珠江颐养园留医院被改建为体育训练基地。
1984年10月，广州市政府宣布对二沙头进行大规模开发，全岛将规划为田园式的综合旅游区，东部为公园娱乐区、中部为别墅住宅区、西部为体育娱乐区。由于地势低洼，1985年9月，二沙头在正式开发前进行了一年多的泵沙填土。1987年，广州市城市建设开发总公司与法国里昂地区城市开发公司成立“二沙岛联合开发公司”，负责二沙岛项目开发，规划将二沙岛可供开发的土地110公顷分为18个区域，总建筑面积达55万平方米，将建设成“具有最绿、最静、最美以及高标准的居住、文化、娱乐、风景区”，但不久后，双方合作经协商终止。1989年10月23日，广州市地名委员会宣布“二沙头”正式改名为“二沙岛”，原夏源大街、沙地大街、贤窖大街、农民新村等地名全部取消，以新旧“羊城八景”名称重新命名岛内道路。
1990年代后，广州市城市建设开发总公司引入香港资金，建设低密度住宅小区。广东美术馆、星海音乐厅、广东华侨博物馆等公共文化场馆也相继开始动工建设。1994年9月21日，二沙岛首个推出市场的房地产项目云影花园首次公开发售。

## 交通
对外交通主要依靠东部的广州大桥及西侧连接沿江东路的桥梁。岛上目前在西侧设有二沙岛西公交总站，为公交12路（往白雲區/佛山南海區）、57路（往荔灣區）巴士总站，1988年因沿江路延伸段伸到二沙島而落成。
中途站沿二沙岛东西向主干道——大通路、烟雨路，自西向东依次为：二沙西、省中医二沙分院、星海音乐厅、二沙东（传祺公园）。B21路、89路、131A路、131B路、194路、781路巴士均停靠上述沿途各站。
地铁12号线在岛中部设二沙岛站。
岛上东边大通路桥，西边有广州大桥，作为人车两用桥与岛上连接陆上交通。另外，东侧岛尖的海心桥，可供行人及游客步行前往海珠区广州塔周边；东侧岛尖以北亦设有桥梁可前往天河区海心沙以及珠江新城周边地区。二沙体育训练基地原筑有一座步行便桥（又作“第一桥”）与珠江北岸相连。1988年海印桥建成通车，同时新建沿江东路通往二沙岛的人行车行两用桥与其沿江东路引桥相连。此后“第一桥”重要性日渐下降，约于2000年拆卸。此外，岛正北处原在建设跨越二沙涌的行人专用桥，可供岛上居民前往五羊邨周边地区；但当局在2022年4月以“确保二沙涌安全度汛”为名开始拆除施工栈桥，现时仍未复工。

## 民俗
因该地名以数字开头，广州民间有集数字一至十之路名/地名而成的顺口溜：一德路，二沙頭，三元里，四牌樓，五仙觀，六榕路，七株榕，八旗二馬路，九曲巷，十甫路。